# Athlītikī Enōsis Kōnstantinoupoleōs 2014-2015 (pallavolo maschile)
Questa voce raccoglie le informazioni riguardanti l'Athlītikī Enōsis Kōnstantinoupoleōs nella stagione 2014-2015.

## Organigramma societario
Area direttiva
- Presidente: Alexīs Alexiou

Area tecnica
- Primo allenatore: Jorge Elgueta (fino a novembre), Giōrgos Klaroudas (a dicembre), Plamen Hristov (da gennaio fino a febbraio), Antōnīs Papadopoulos (da febbraio)
- Secondo allenatore Antōnīs Papadopoulos

## Rosa
| N° | Nome                      | Ruolo | Data di nascita   | Nazionalità sportiva |
| -- | ------------------------- | ----- | ----------------- | -------------------- |
| 1  | Dīmītrīs Ōrologas         | S     | 4 maggio 1983     | Grecia               |
| 2  | Napoleōn Oikonomou        | S     | 23 gennaio 1994   | Grecia               |
| 3  | Tsentomir Ilits           | S     | 27 agosto 1988    | Grecia               |
| 4  | Stauros Katsanevakīs      | C     | 5 luglio 1975     | Grecia               |
| 4  | Anastasios Michalopoulos  | C     | 4 aprile 1995     | Grecia               |
| 5  | Christoforos Christofidīs | C     | 17 novembre 1982  | Grecia               |
| 6  | Panagiōtīs Danias         | P     | 15 maggio 1990    | Grecia               |
| 7  | Giōrgos Michalopoulos     | L     | 27 settembre 1994 | Grecia               |
| 8  | Balša Radunović           | S     | 12 agosto 1992    | Montenegro           |
| 9  | Jorge Payan               | O     | 27 luglio 1987    | Venezuela            |
| 10 | Valentin Burkovskiy       | C     | 31 ottobre 1986   | Ucraina              |
| 10 | Giannīs Alexiou           | S     | 19 giugno 1987    | Grecia               |
| 11 | Giannīs Dīmītroudīs       | P     | 19 gennaio 1986   | Grecia               |
| 12 | Konrant Gkouznta          | L     | 25 settembre 1990 | Grecia               |
| 14 | Inoslav Krnić             | P     | 14 gennaio 1979   | Croazia              |
| 14 | Leuterīs Karagiōrgos      | O     | 19 dicembre 1997  | Grecia               |
| 15 | Dīmītrīs Aperanthitīs     | O     | 23 febbraio 1997  | Grecia               |
| 16 | Andreas Andreadīs         | C     | 14 gennaio 1982   | Grecia               |
| 17 | Petros Petroglou          | S     | 4 maggio 1979     | Grecia               |
| 17 | Vasilīs Tsallas           | C     | 4 settembre 1997  | Grecia               |
| 18 | Dīmītrios Chatzopoulos    | C     | 23 marzo 1994     | Grecia               |